# Камышовая бухта (станция)
Камышовая бухта (укр. Комишова бухта) — железнодорожная станция в городе Севастополь. Открыта в 1969 году в составе пускового участка Инкерман II — Камышовая бухта, наименование получила по названию бухты, на южном берегу которой она расположена.

## Грузовые перевозки
Пассажирское сообщение по станции отсутствует.
На станции производится перевалка грузов с морских судов на железнодорожный транспорт и обратно. 